# USS Iwo Jima (CV-46)
"Iwo Jima" (CV-46) – lotniskowiec typu Ticonderoga, którego budowa została rozpoczęta w stoczni Newport News Shipbuilding & Dry Dock Co. w Newport News, ale została przerwana 12 sierpnia 1945 roku. Jego częściowo ukończony kadłub został sprzedany na złom.